# Oslavany (zámek)
Oslavany jsou zámek ve městě Oslavany v okrese Brno-venkov, který dnes slouží jako muzeum. Je chráněn jako kulturní památka České republiky.

## Historie

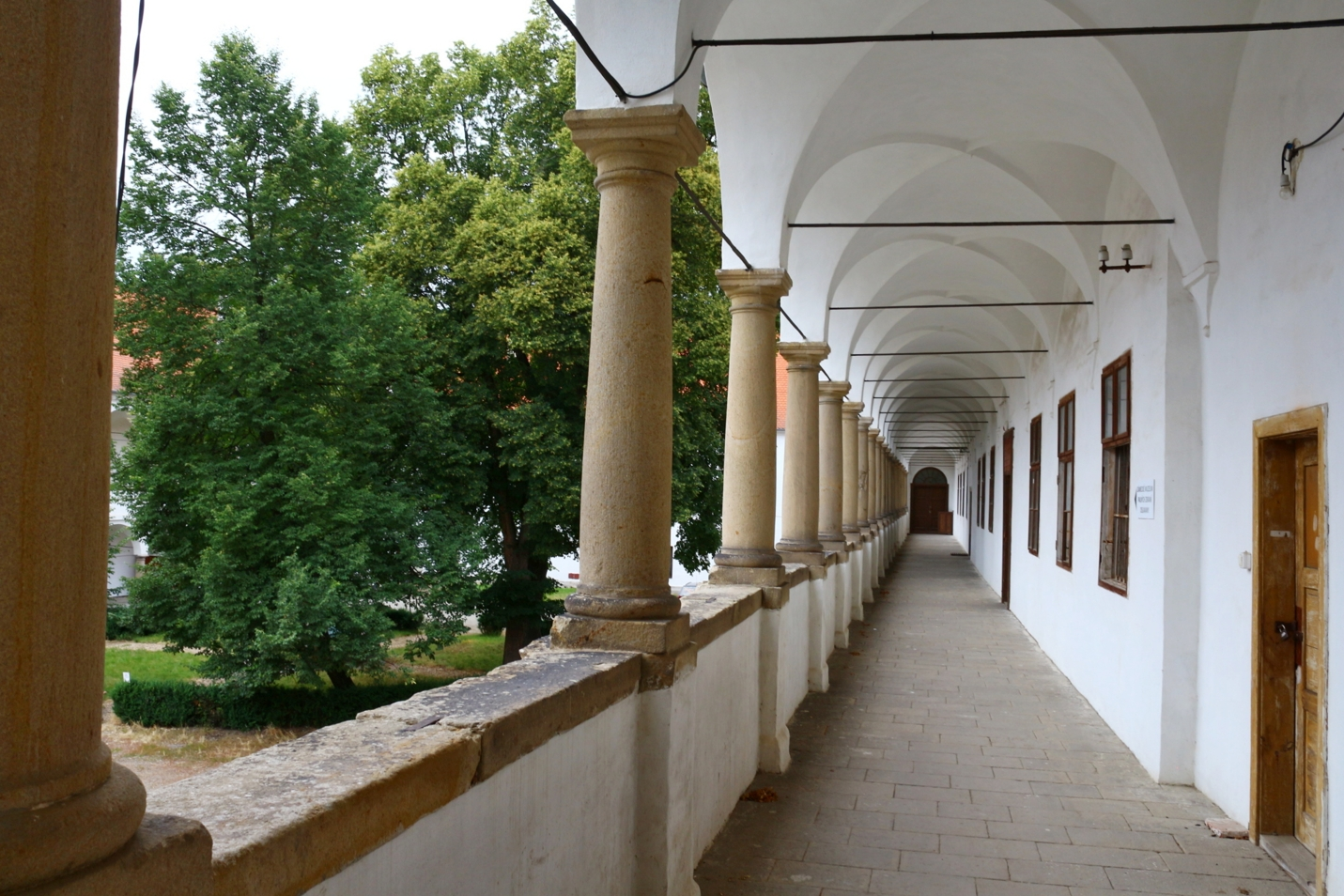
Detail arkádového ochozu

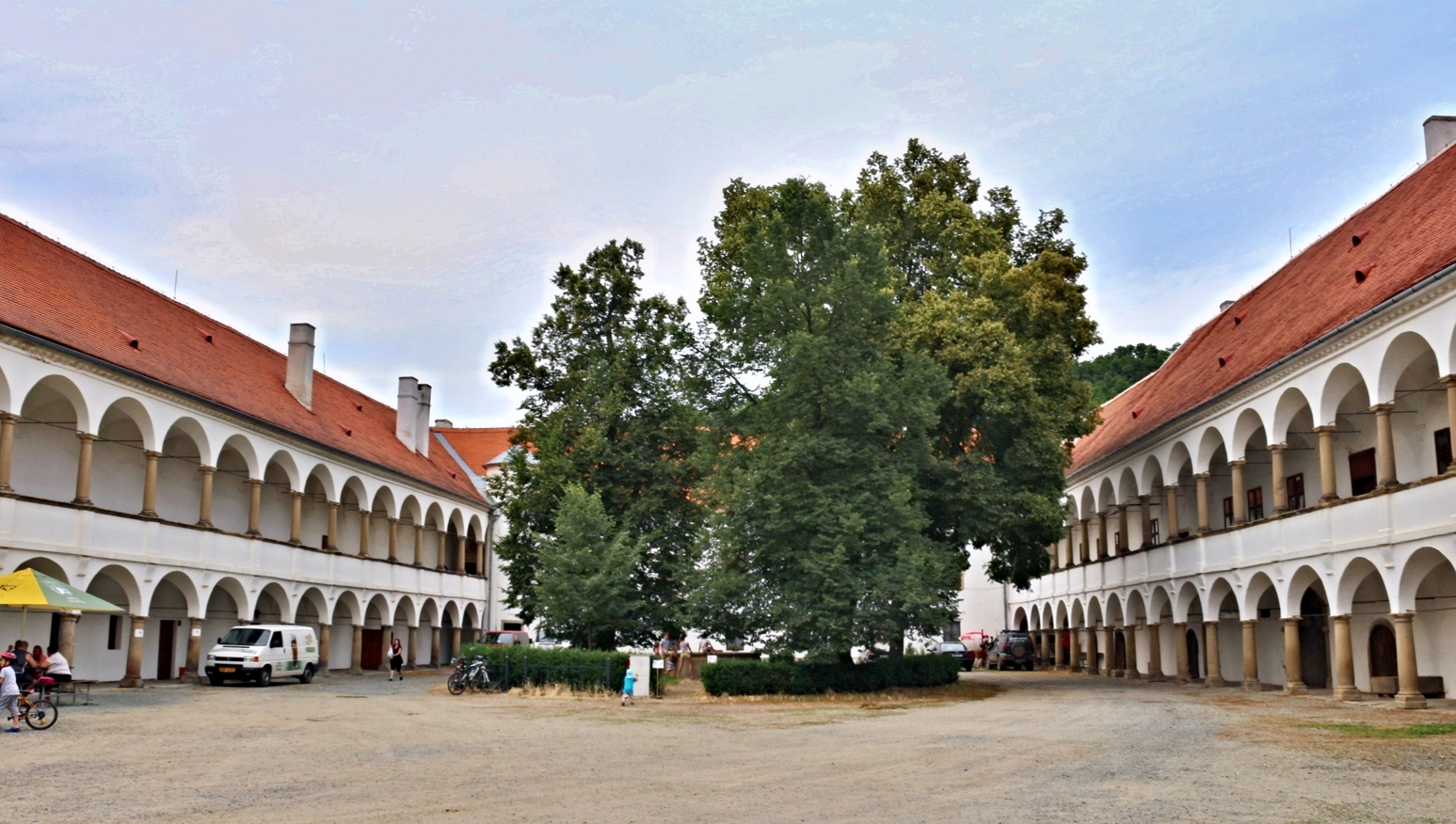
Arkádové nádvoří zámku v Oslavanech

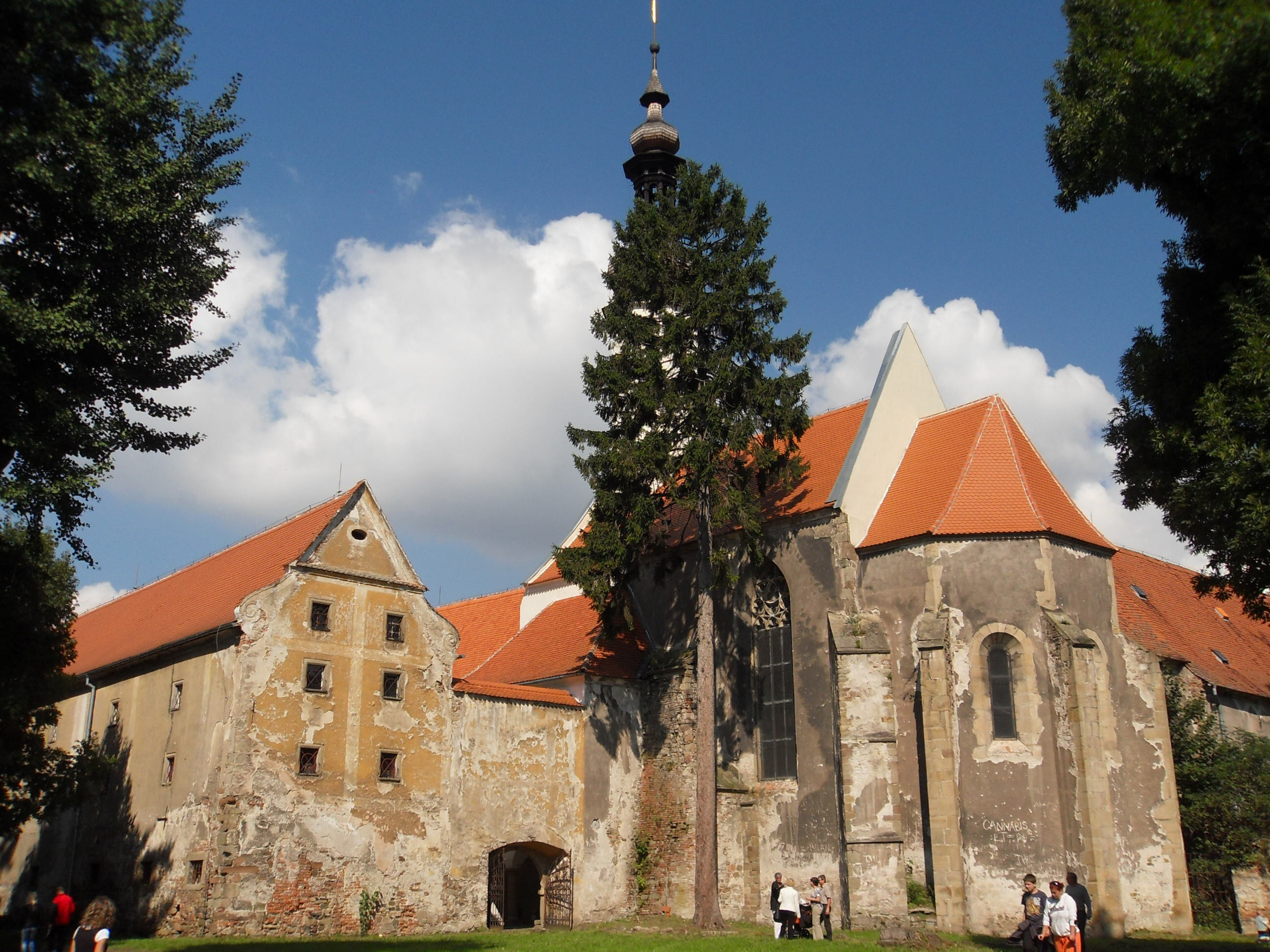
Původní část zámku – klášter, kostel Matky Boží

### Althannové
V roce 1526 přešel oslavanský klášter cisterciaček i se vším příslušenstvím z církevních do světských rukou a získala jej brněnská rada. Avšak následkem požáru postupně pustnul. V roce 1533 král Ferdinand I. odebral klášter brněnské obci a získal jej Jan Kuna z Kunštátu. Klášter poté postupně střídal majitele až do roku 1577, kdy do Oslavan přišel rod Althanů. V roce 1583 byl klášterní kostel opraven a na konci 16. století vybudovali Althanové před západní stěnou kláštera renesanční zámek se dvěma arkádovými křídly s 102 pískovcovými sloupy. V 17. a 18. století založili Althanové v Oslavanech hudební seminář, kde působil italský skladatel Carlo Abbate.

### Další majitelé
Dalším rodem, který držel oslavanské panství, byl Mollartové, když se za Arnošta Mollarta provdala Marie Althanová. Zámek byl prodán klášteru Králové v Brně. V roce 1712 nechala postavit abatyše Maria Rosa osmihrannou věž se zvonem.
V roce 1783, jako následek josefínských reforem, byl zámek zkonfiskován a připadl císařské komoře. V roce 1789 byl pronajat dalšímu rodu, a to Scharffům za 9200 zlatých ročně. O deset let později Jan Scharff zámek za 200 402 zlatých koupil a zhruba v roce 1830 se zde prováděly další stavební úpravy.

### Poslední majitelé
V roce 1885 byl zámek prodán poslednímu rodu – Gomperzům, jehož členové shromáždili na zámku velkou sbírku uměleckých předmětů. Gomperzové prováděli, na rozdíl od následujících správců, nedestruktivní stavební úpravy – výměnu točitého schodiště pro služebnictva, pokoje pro služebnictvo a mnohé další opravy a dostavby. Rodina Gomperzů byla židovského původu, tudíž byl v roce 1939 jejich majetek zabaven nacisty. V době druhé světové války prostory zámku využívala německá armáda a veškerý cenný inventář (knihy, koberce, obrazy, stříbro atd.) byl v průběhu války odvezen do Rakouska a následně do Německa.
Po skončení druhé světové války byl majetek Gomperzů podruhé zabaven československým státem a tím začala postupná devastace zámku. Nejdříve zde sídlila armáda, dále pak ubytovna pracovního tábora, internát, národní výbor, mateřská školka a různé sklady. Největší ránu zasadilo oslavanskému zámku umístění jednotného zemědělského družstva. Vedle kašny se nacházel dub, 2. nejstarší na Moravě,[zdroj⁠?!] který byl v té době odstraněn, jelikož zavazel traktorům. Během období komunismu byla opravena věž zámecké kaple (1958) a zámecká střecha (1965).

### Současnost
V roce 1992 přešel zámek pod město Oslavany a v roce 1996 se městu podařilo dostat oslavanský zámek do státního programu záchrany architektonického dědictví. Na zámku se opravily střechy, arkády, odstranily se pozůstatky po necitlivých archeologických průzkumech v zámeckém klášteře a neposlední řadě oprava věže nad kaplí (2003). Rekonstruuje se západní křídlo, kde je v současné době Městský zámecký pivovar a restaurace. Dále se rekonstruuje jižní křídlo, kde se v současné době nachází muzeum hasičské, hornictví a energetiky. Od roku 1999 se každé září konají na zámku Historické oslavanské slavnosti.